# 携帯電話ウイルス
携帯電話ウイルス（けいたいでんわウイルス）とは、携帯電話端末の通信機能を介して他の携帯電話に伝播する不正プログラムのことである。

## 概要
最初の携帯電話ウイルスは2004年6月にロシアで発見された「Cabir」で、Symbian OSを搭載した携帯電話同士で、Bluetooth機能を利用して感染した。携帯電話網を介したものではない。このウイルスは当初はあまり害がないと思われていたが、徐々に広がり、2005年3月時点で日本を含む17か国で発見されている。
携帯電話の機能向上で高度なOSが搭載される事で、多数のマルウェアやウイルスが登場した。
コンピュータセキュリティ企業のエフ・セキュアが2006年4月27日に発表した情報によると、これまでに見つかった携帯電話ウイルスは2005年11月からの半年間で倍増し、200種類に達した。
2011年には、スマートフォンの通話音声を録音するトロイの木馬型ウイルスが韓国で発見され、3月3日に発見者のアイラボによって公表された。韓国で発見されたウイルスは、発見時に複数の亜種が出回っていた。同年8月1日には米国においても発見される、ただし米国で見つかったものはコードにバグがあるため実害はなかったものと報告されている。なお、この同8月1日に発見されたものには、名称が付いていない。8月4日には、セキュリティ大手シマンテックも録音機能を持ったトロイの木馬型ウイルス「Android.Nickispy」について報告を行い、翌日ZDnetが報じている。このAndroid.Nickispyは、ほとんどの場合で機能する以前にクラッシュし、成功してもスマホへの物理的な接触が必要なため、実害は極めて低いと報告された。なお、OSのアップデートにより、脆弱性は閉じられたものの、2012年には別の脆弱性を利用した「TigerBot」が発見され、通話盗聴が可能になっていることが報じられた。
2015年には、スマホの電源OFFを偽装するマルウェアが発見された。このウイルスは、電源ボタンを押して電源を落とそうとするとフェイク画像にて電源オフを偽装し、電源が切れていると持ち主が思っている間に外部から操作して電話を掛けたり、写真を撮影したりできるものであり、中国で発見された。技術的には電源オフ（と思っている間に）マイクを起動させて会話を盗聴する事も可能だと記事は伝えている。
2014年5月には、北朝鮮サイバー軍によって、4か月間で2万台以上のスマホがハッキングされたと韓国政府は発表している。また、同年10月には香港の民主化デモ隊を狙ったウイルスが蔓延した。これは、Android.SpyHK.1.originなどと命名されたウイルスで、GPS情報を取得し、携帯端末内のファイルにアクセスし、連絡した相手の情報を収取したり、録音機能をONにしたりして盗んだ情報を外部からの操作で指定された場所に送ることができる極めて高度なもので、犯人不明ながら中国政府の関与を疑う報道も存在する。
その他膨大な携帯電話ウイルスが登場しているために、信頼できるサイト以外からはアプリを入手しない、セキュリティアプリの導入など対策は必要である。